# Pedro Serrano (Seefahrer)
Pedro Serrano war ein spanischer Seefahrer. Serrano hatte den Rang eines Hauptmanns. Er wurde als Überlebender eines Schiffsunglücks im Jahre 1528 berühmt, das ihn auf einer Sandbank in der Karibik stranden ließ. Erst 1536 wurde er gerettet.
Das Atoll Serrana Bank wurde zu seinen Ehren benannt.